# Vooruit (partito politico)
Vooruit (in olandese "Avanti") è un partito politico belga di ideologia socialdemocratica attivo nelle Fiandre e nella Regione di Bruxelles-Capitale.
Nacque nel 1978 dalla scissione del Partito Socialista Belga, erede a sua volta del Partito Operaio Belga.
Fino al 2001 fu denominato Partito Socialista (Socialistische Partij, abbreviato in SP) e dal 2001 fino al 2021 fu nominato Partito Socialista Differente (Socialistische Partij Anders, abbreviato in sp.a).

## Storia

### Partito Operaio Belga
Il Partito Operaio Belga (Parti ouvrier belge, POB, in Vallonia e Belgische Werkliedenpartij, BWP, nelle Fiandre) venne fondato nel 1885 a Bruxelles, quale fusione di oltre cento tra movimenti e associazioni operaie. Negli anni '90 del XIX secolo, il POB si impegnò per l'introduzione del suffragio universale e per la costituzione di cooperative e mutue operaie. Nel 1894 venne approvata la Carta di Quaregnon, dal nome della città dove fu firmata, che definì i valori del partito. Il POB si presentò come il partito di tutti gli oppressi e gli sfruttati. Nello stesso anno i primi deputati socialisti entrarono in Parlamento. Nel 1916, per la prima volta, gli "operaisti" presero parte al governo.
Nel 1919 venne introdotto il suffragio universale e il POB ottenne ben 70 deputati. Come molti altri partiti socialisti, anche quello belga subì una scissione ad opera della componente massimalista, nel 1921, che diede vita al Partito Comunista del Belgio. Nel 1925 il POB divenne il primo partito belga e si alleò con i deputati "cristiano-democratici" del Partito cattolico. Dopo un breve tripartito, il POB ritornò all'opposizione nel 1935.
Nel 1936 il governo belga decise la neutralità del Paese nello scontro tra Anglo-Francesi e Tedeschi. Dopo lo scoppio della Seconda guerra mondiale, il Belgio, nel 1940, venne invaso e il re Leopoldo III decise di arrendersi senza condizioni. Il segretario del POB, Henri de Man, sciogliendo il partito, invitò gli iscritti ad allinearsi alla politica del re. Molti militanti, però, preferirono dedicarsi alla resistenza all'occupazione nazista.

### Partito Socialista Belga
Nel 1945, alla fine della guerra, venne fondato il Partito Socialista Belga (PSB). Dopo l'abdicazione di Leopoldo III, il Belgio si divise soprattutto in materia di politiche sociali e scolastiche. Il partito cattolico, al governo dal 1950 al 1954, favorì decisamente l'insegnamento privatistico, mentre i socialisti, succeduti al governo, preferirono l'insegnamento pubblico.
Nel anni '60, invece, cominciarono a farsi sentire i "problemi linguistici e nazionalistici". Il Belgio doveva riuscire ad equilibrare i rapporti tra le due "nazionalità", quella vallona e quella fiamminga. Anche i socialisti vissero queste profonde divisioni, che portarono, nel 1968, alla nascita di Rode Leeuwen (Leoni Rossi), un partito socialista fiammingo in aperta contrapposizione con il PSB, da sempre unitario.
Negli anni '70, i socialisti si impegnarono per assicurare al Belgio una soluzione "comunitaria e regionalistica", per superare le divisioni linguistico-culturali. I fiamminghi ottennero l'autonomia culturale richiesta, mentre i valloni non riuscirono ad ottenere quella economica. Questa situazione acuì le divisioni linguistiche interne ai vari partiti, compreso quello socialista. Tali divisioni culmineranno, nel 1978, con la scissione tra Partito Socialista (Vallonia) e Partito Socialista Differente (Fiandre).

### Dal 1978 ad oggi
I socialisti fiamminghi alle elezioni nazionali dal 1981 al 1995 hanno raccolto consensi compresi tra il 12 e il 14,9% dei voti, eleggendo tra i 20 e i 32 deputati. Nel 1999 SP ha subito un brusco calo, scendendo al 9,5% dei voti e ottenendo 14 seggi. Ciò nonostante i socialisti fiamminghi sono entrati nel governo guidato dal liberale Guy Verhofstadt e alle elezioni del 2003 sono risaliti al 14,9% dei voti e hanno eletto 17 seggi. In quest'occasione, però, sp.a ha presentato liste comuni con il partito SPIRIT, federalista, che ha eletto 6 deputati.
L'alleanza con SPIRIT ha prodotto i suoi frutti anche alle elezioni regionali nelle Fiandre. Da solo sp.a, nel 1995, aveva conseguito il 19,5% dei consensi ed eletto 25 deputati. Nel 1999 il partito era sceso al 15% dei voti, eleggendo 19 deputati. Nel 2003, alleato con SPIRIT, SP.a conseguì il 19,7% dei voti, ottenendo 20 seggi. SPIRIT ne elesse 5.
Alle politiche del 2007 la lista sp.a-Spirit ha visto un forte calo nei consensi (dal 14,9 al 10,3%). Spirit non ha eletto deputati e i socialisti fiamminghi sono passati da 17 a 14 seggi. Nelle Fiandre, sp.a sostiene il governo, guidato da Yves Leterme, democristiano (CD&V), composto anche da VLD, N-VA, Vivant e SPIRIT. Sostanzialmente, dal governo sono esclusi unicamente i Verdi, l'Unione dei Francofoni (federalisti) e Interesse Fiammingo (nazionalisti).

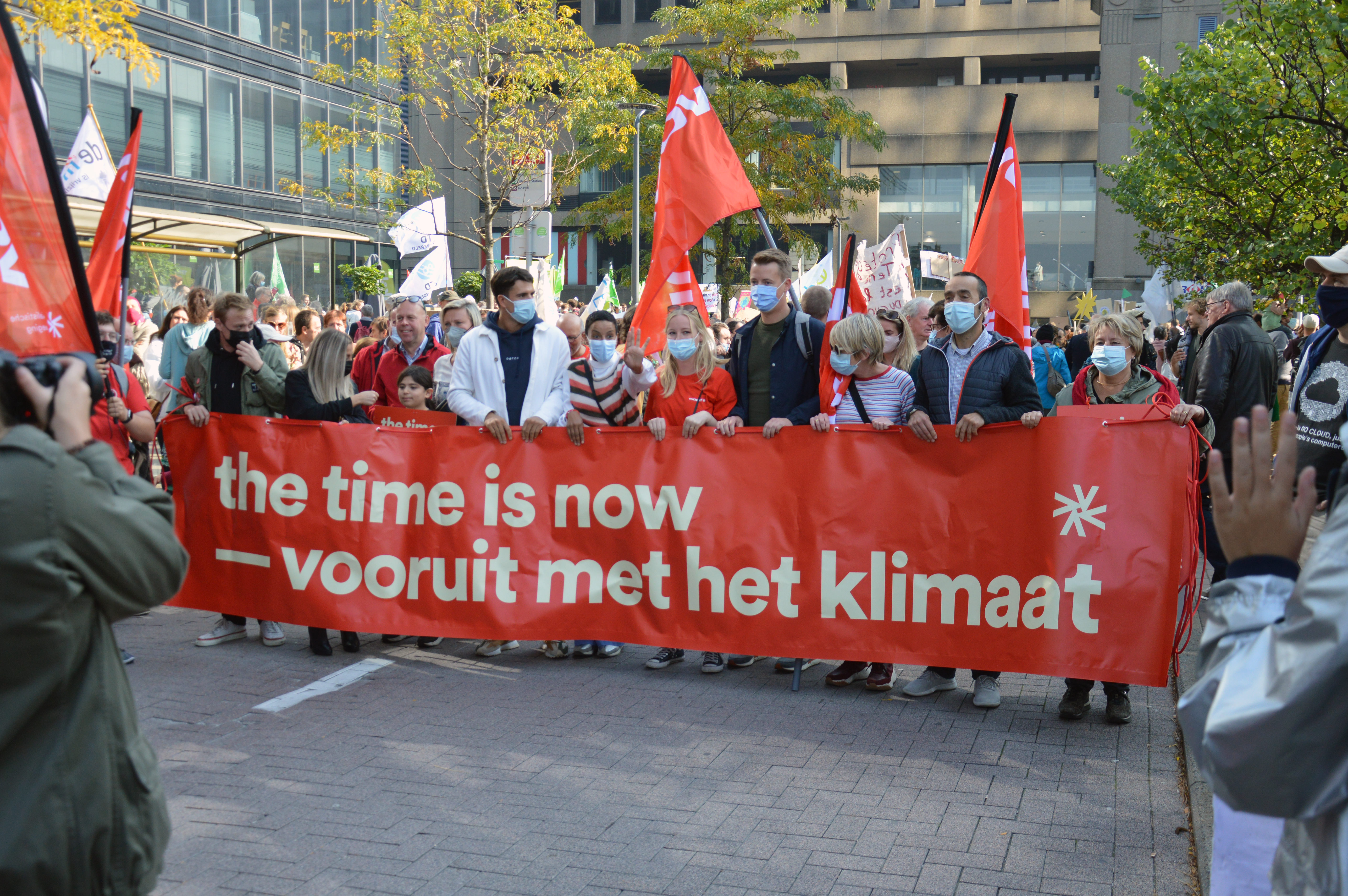
Leader e rappresentanti a una marcia per il clima, ottobre 2021

Nel settembre 2020, il presidente di partito Conner Rousseau annunciò che sp.a avrebbe cambiato nome in Vooruit ("Avanti"). Il nuovo nome è stato ufficializzato il 21 marzo 2021.
Vooruit è membro del Partito Socialista Europeo e dell'Internazionale socialista.

## Ideologia e posizioni
Vooruit è un partito socialdemocratico fiammingo. Le pari opportunità e la solidarietà sono tra i suoi temi centrali. Vooruit sostiene il pagamento di tasse più alte per le persone più ricche, in modo tale che il governo possa soddisfare le esigenze delle persone meno fortunate. Il partito concentra la sua attenzione politica sulla protezione del potere d'acquisto dei cittadini comuni. Si oppone ai tagli alla previdenza sociale e sostiene gli investimenti, in particolare nell'istruzione e nell'assistenza sanitaria.

## Presidenti

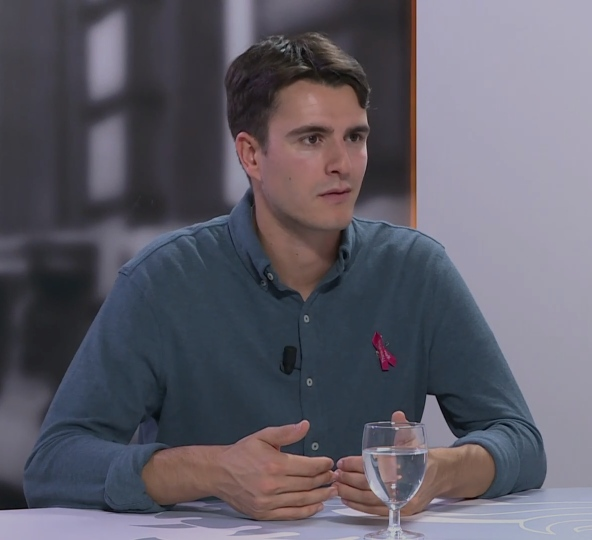
Conner Rousseau, presidente per la seconda volta dal 2024

| Presidente                    | Periodo                             | Note | Vicepresidente                         |
| Partito Socialista            | Partito Socialista                  | Partito Socialista | Partito Socialista                     |
| ----------------------------- | ----------------------------------- | --- | -------------------------------------- |
| Karel Van Miert               | 26 novembre 1978 – 14 gennaio 1989  | Rieletto il 9 marzo 1980, 8 maggio 1982, 18 novembre 1984 e 15 marzo 1987.                                            |                                        |
| Frank Vandenbroucke           | 14 gennaio 1989 – 9 ottobre 1994    | Eletto il 14 gennaio 1989. Rieletto il 20 aprile 1991 e il 17 aprile 1993.                                            |                                        |
| Louis Tobback                 | 9 ottobre 1994 – 24 aprile 1998     | Presidente ad interim fino al 29 gennaio 1995. Eletto ufficialmente il 29 gennaio 1995, rieletto il 14 dicembre 1997. |                                        |
| Fred Erdman                   | 24 aprile 1998 – 16 ottobre 1999    | Presidente ad interim fino al 10 ottobre 1998. Eletto ufficialmente il 10 ottobre 1998.                               |                                        |
| Patrick Janssens              | 16 ottobre 1999 – 29 marzo 2003     | Eletto il 16 ottobre 1999. Rieletto il 13 ottobre 2001.                                                               |                                        |
| Partito Socialista Differente |                                     | |                                        |
| Steve Stevaert                | 29 marzo 2003 – 25 maggio 2005      | Presidente ad interim fino all'11 ottobre 2003. Eletto ufficialmente l'11 ottobre 2003.                               | Caroline Gennez (dall'11 ottobre 2003) |
| Caroline Gennez               | 25 maggio 2005 – 15 ottobre 2005    | Presidente ad interim.                                                                                                |                                        |
| Johan Vande Lanotte           | 15 ottobre 2005 – 21 ottobre 2007   | Eletto il 15 ottobre 2005.                                                                                            | Caroline Gennez                        |
| Caroline Gennez               | 21 ottobre 2007 – 18 settembre 2011 | Eletto il 21 ottobre 2007.                                                                                            | Dirk Van der Maelen                    |
| Bruno Tobback                 | 18 settembre 2011 – 13 giugno 2015  | Eletto il 18 settembre 2011.                                                                                          | Joke Quintens                          |
| John Crombez                  | 13 giugno 2015 – 8 novembre 2019    | Eletto il 13 giugno 2015.                                                                                             | Stephanie Van Houtven                  |
| Vooruit                       |                                     | |                                        |
| Conner Rousseau               | 8 novembre 2019 – 17 novembre 2023  | Eletto l'8 novembre 2019. Rieletto il 4 giugno 2023.                                                                  | Funda Oru                              |
| Melissa Depraetere            | 18 novembre 2023 – 18 luglio 2024   | Presidente ad interim fino alle elezioni federali del 2024.                                                           | Funda Oru                              |
| Conner Rousseau               | 18 luglio 2024 – in carica          | Eletto il 18 luglio 2024                                                                                              | Funda Oru                              |

## Membri
- Hugo Adriaensens
- Jeanne Huybrechts-Adriaensens
- Fouad Ahidar
- Bert Anciaux
- Eddy Baldewijns
- Marcel Bartholomeeussen
- Aloïs Beckers
- Rob Beenders
- Jan Bertels
- Henri Boel
- Alfons Boesmans
- Gustave Boeykens
- August Bogaerts
- Hans Bonte
- Gilbert Bossuyt
- Maurice Bourgois
- Marc Bourry
- Siegfried Bracke
- Sophie Brouhon
- Willy Calewaert
- Aimé Canipel
- Omaar Carpels
- Pierre Chevalier
- Hilde Claes
- Willy Claes
- Marcel Colla
- Willem Content
- Bob Cools
- Lambert Cools
- Edgard Coppens
- Lisette Croes
- John Crombez
- Orphale Crucke
- Rony Cuyt
- Livien Danschutter
- Amedé De Baere
- Norbert De Batselier
- Jos De Bremaeker
- Erik De Bruyn
- Jo De Clercq
- Philippe De Coene
- Monica De Coninck
- Jaak De Graeve
- Jean-Pierre De Groef
- Marc De Laet
- Herman De Loor
- Kurt De Loor
- Magda De Meyer
- Johan De Mol
- Lydia De Pauw
- Bob De Richter
- Peter De Ridder
- Jacinta De Roeck
- Georges De Smeyter
- Freddy De Vilder
- Mia De Vits

- Else De Wachter
- Pierre De Weirdt
- Roger De Wulf
- Kathleen Deckx
- Albert Deconinck
- Miche Dejonghe
- Robert Delathouwer
- Erik Derycke
- Leona Detiège
- Maya Detiège
- Steve D'Hulster
- Fred Dielens
- Dalila Douifi
- Julien Dufaux
- Peter Dufaux
- Saïd El Khadraoui
- Isidore Egelmeers
- Fred Erdman
- Jean Férir
- Marc Galle
- Robert Garcia
- David Geerts
- Caroline Gennez
- Marcel Gesquière
- Johnny Goos
- Rufin Grijp
- Els Haegeman
- Lode Hancké
- Peter Hertog
- André Holsbeke
- Michèle Hostekint
- Patrick Hostekint
- Roger Hostekint
- Jos Houben
- Yamila Idrissi
- Patrick Janssens
- Raymond Janssens
- Karin Jiroflée
- Ivonne Julliams
- André Kenzeler
- Yasmine Kherbache
- Meryame Kitir
- Henri Knuts
- Flor Koninckx
- Renaat Landuyt
- Patrick Lansens
- Alfons Laridon
- Jan Leclercq
- Olga Lefeber
- Ingrid Lieten
- Kathy Lindekens
- Carlos Lisabeth
- Marcel Logist
- Jacky Maes
- Chokri Mahassine
- Georges Marmenout

- Bart Martens
- Lydia Maximus
- Nadia Merchiers
- Jan Mangelschots
- Prosper Matthijs
- Guy Moens
- Georges Mommerency
- Charles Moyaerts
- Gustaaf Nyffels
- Alfons Op 't Eynde
- Paul Pataer
- Jan Peeters
- Leo Peeters
- Fatma Pehlivan
- Jean-Paul Peuskens
- Vic Peuskens
- Eric Pinoie
- Joke Quintens
- Jef Ramaekers
- Els Robeyns
- Jan Roegiers
- Peter Roose
- Elke Roex
- Rik Röttger
- Conner Rousseau
- Hubert Rubens
- Ludo Sannen
- Daan Schalck
- André Schellens
- Hunfred Schoeters
- Marcel Schoeters
- Willy Seeuws
- Katia Segers
- Paula Sémer
- Jef Sleeckx
- Pascal Smet
- Tine Soens
- Firmin Steenbergen
- Steve Stevaert
- Maxime Stroobant
- Lucien Suykens
- Guy Swennen
- René Swinnen
- Koen T'Sijen
- Fauzaya Talhaoui
- Gilbert Temmerman
- Karin Temmerman
- Karin Temmerman
- Marleen Temmerman
- Anissa Temsamani
- Daniël Termont
- Jacques Timmermans
- Bruno Tobback
- Louis Tobback
- Alain Top
- Güler Turan

- Bruno Tuybens
- Frank Van Acker
- Anne Van Asbroeck
- Wouter Van Bellingen
- Kathleen Van Brempt
- Christine Van Broeckhoven
- Jef Van Damme
- Freya Van den Bossche
- Luc Van den Bossche
- John Van den Eynden
- Dirk Van der Maelen
- Paul Van Der Niepen
- Jean Van der Sande
- Francy Van der Wildt
- Jan Van Duppen
- Jos Van Elewyck
- Patrick Van Gheluwe
- Stephanie Van Houtven
- Eddy Van Lancker
- Aimé Van Lent
- Bart Van Malderen
- Karel Van Miert
- Gracienne van Nieuwenborg
- André Van Nieuwkerke
- Lode Van Outrive
- Roger Van Steenkiste
- Tuur Van Wallendael
- Johan Vande Lanotte
- Jean Vandecasteele
- Dany Vandenbossche
- Frank Vandenbroucke
- Michiel Vandenbussche
- Ludwig Vandenhove
- Marcel Vandenhove
- Victor Vanderheyden
- André Vanhaverbeke
- Annie Vanhelmont
- Ann Vanheste
- Jurgen Vanlerberghe
- Myriam Vanlerberghe
- Robert Vanlerberghe
- Louis Vanvelthoven
- Peter Vanvelthoven
- Inga Verhaert
- Jan Verheyden
- Ivan Verleyen
- Henk Verlinde
- Ghislain Vermassen
- Karel Verschueren
- Julien Verstraeten
- Herman Verwilst
- Alfons Verwimp
- Robert Voorhamme
- Maurice Webers
- Jos Wijninckx
- Freddy Willockx

## Simboli

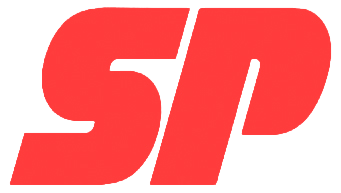
Logo del Partito Socialista dal 1978 al 2001
Logo della SP.A dal 2001 al 2010
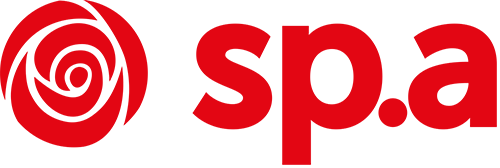
Logo della SP.A dal 2018 al 2021
Logo di Vooruit dal 2021

## Risultati elettorali
| Elezione          | Elezione     | Voti      | %     | Seggi    |
| ----------------- | ------------ | --------- | ----- | -------- |
| Europee 1979      | Europee 1979 | 698.889   | 12,84 | 3 / 24   |
| Parlamentari 1981 | Camera       | 744.593   | 12,36 | 26 / 212 |
| Parlamentari 1981 | Senato       | 732.126   | 12,27 | 13 / 106 |
| Europee 1984      | Europee 1984 | 979.702   | 17,12 | 4 / 24   |
| Parlamentari 1985 | Camera       | 882.200   | 14,55 | 32 / 212 |
| Parlamentari 1985 | Senato       | 868.624   | 14,49 | 16 / 106 |
| Parlamentari 1987 | Camera       | 915.432   | 14,90 | 32 / 212 |
| Parlamentari 1987 | Senato       | 896.294   | 14,73 | 17 / 106 |
| Europee 1989      | Europee 1989 | 733.242   | 12,43 | 3 / 24   |
| Parlamentari 1991 | Camera       | 737.976   | 11,98 | 28 / 212 |
| Parlamentari 1991 | Senato       | 730.274   | 11,94 | 14 / 106 |
| Europee 1994      | Europee 1994 | 651.371   | 10,93 | 3 / 25   |
| Parlamentari 1995 | Camera       | 762.444   | 12,56 | 20 / 150 |
| Parlamentari 1995 | Senato       | 792.941   | 13,23 | 6 / 40   |
| Europee 1999      | Europee 1999 | 550.237   | 8,84  | 2 / 25   |
| Parlamentari 1999 | Camera       | 593.372   | 9,55  | 14 / 150 |
| Parlamentari 1999 | Senato       | 550.657   | 8,89  | 4 / 40   |
| Parlamentari 2003 | Camera       | 979.750   | 14,91 | 21 / 150 |
| Parlamentari 2003 | Senato       | 1.013.560 | 15,47 | 7 / 40   |
| Europee 2004      | Europee 2004 | 716.317   | 11,04 | 3 / 24   |
| Parlamentari 2007 | Camera       | 683.390   | 10,26 | 14 / 150 |
| Parlamentari 2007 | Senato       | 665.342   | 10,04 | 4 / 40   |
| Europee 2009      | Europee 2009 | 539.393   | 8,22  | 2 / 22   |
| Parlamentari 2010 | Camera       | 602.867   | 9,24  | 13 / 150 |
| Parlamentari 2010 | Senato       | 613.079   | 9,48  | 4 / 40   |
| Parlamentari 2014 | Camera       | 595.466   | 8,83  | 13 / 150 |
| Europee 2014      | Europee 2014 | 555.348   | 8,30  | 1 / 21   |
| Parlamentari 2019 | Camera       | 455.034   | 6,71  | 9 / 150  |
| Europee 2019      | Europee 2019 | 434.002   | 6,45  | 1 / 21   |
| Parlamentari 2024 | Camera       | 566.436   | 8,21  | 13 / 150 |
| Europee 2024      | Europee 2024 | 570.067   | 7,99  | 2 / 22   |
| 1.                |              |           |       |          |